# Alija Košir
Alija Košir, slovenski zdravnik, * 6. april 1891, Tržič, (Italija), † 9. junij 1973, Ljubljana.

## Življenjepis
Košir je študiral medicino na Dunaju in tam 1915 diplomiral. Med prvo svetovno vojno je bil vojaški zdravnik na raznih frontah. Po končani vojni je bil najprej komandant rezervne vojaške bolnišnice v Mariboru, nato šef zdravnik rečne flotilje. Leta 1920 se je zaposlil na anatomskem inštitutu Medicinske fakultete v Ljubljani, kjer je 1922 prevzel predavanja in vaje iz histologije, bil 1923 imenovan za docenta anatomije, 1935 za izrednega in 1939 rednega profesorja histologije. Leta 1955 je bil izvoljen za rednega člana SAZU. Po upokojitvi je do smrti honorarno strokovno in raziskovalno vodil Inštitut za histologijo z embriologijo Medicinske fakultete v Ljubljani.
Koširja so maja 1948 na t. i. 1. dachauskem procesu obsodili na 20 let zapora s prisilnim delom in na 5 let izgube državljanskih pravic. Okrožno sodišče Ljubljani je junija 1976 to sodbo razveljavilo in kazenski postopek ustavilo.
Košir je bil začetnik histoembriologije in eksperimentalni onkolog svetovnega slovesa. Za svoje delo je prejel več nagrad.

## Delo
Košir se je pri znanstvenoraziskovalnem delu sprva osredotočil v anatomijo, embriologijo, antropologijo, hematologijo in sodno medicino, kmalu pa se je osredotočil na eksperimentalno onkologijo. S poskusih na miših je proučeval vzroke in nastanek raka ter strokovne članke o svojih raziskavah  objavljal doma in v tujini. Veliko se je ukvarjal tudi s slovensko medicinsko terminologijo. K terminološkemu delu je pritegnil tudi slaviste, o problemih in ugotovitvah pa pisal v Zdravstvenem vestniku. Na MF je predaval o tujkah v medicini. Objavil je preko 50 strokovnih in znanstvenih člankov, številne poljudnoznanstvene članke in dve knjigi.